# Río Betis (Filipinas)
El río Betis es un curso de agua de las Filipinas. Discurre por la provincia de la Pampanga, en la isla de Luzón.

## Curso
El río aparece descrito en el primer volumen del Diccionario geográfico, estadístico, histórico de las Islas Filipinas de Manuel Buzeta Núñez y Felipe Bravo con las siguientes palabras:

BETIS: r. de la isla de Luzon, prov. de la Pampanga: es el mismo que al pasar por junto á San Fernando toma este nombre, que conserva hasta sustituirle Bacolor el suyo: llámase Betis al correr por el térm. del pueblo asi denominado; y siguiendo su curso de N. á S. S. O. en la línea divisoria de las prov. de Batan y de la Pampanga, por donde desagua en la bahía de Manila, toma el nombre del pueblo de Oraní, que se halla en su embocadura. Acerca del trecho conocido por el nombre Betis, véase la pobl. así llamada. Debe notarse en este lugar, que mientras el origen de los demas nombres, que este r. recibe en su curso, es conocidamente por traslacion de aquellos pueblos que en él va encontrando, y su razon no es otra, que el dominio en que los mismos pueblos se van sucediendo: se llama de San Fernando, de Bacolor, de Orani, etc., al cruzar los term. de estas pobl., porque mientras corre por ellos, pertenece á las mismas: acerca del nombre Betis, se presentan un origen y una razon muy diferentes. Hemos dicho llamarse igualmente Betis en la jurisd. del pueblo de este nombre, pero aqui ha debido ocurrir una especialidad notable. El nombre Betis, es uno de los que la antigüedad impuso al célebre r. de nuestra Andalucía, que hoy se conoce por el nombre arábigo, sinónimo de aquel, Guadalquivir: Betis es el nombre, que prevaleciendo al de Hispal ó Saphal, mas antiguo y tal vez el primitivo que se le impusiera, se comunicó primero á la region descrita por los geógrafos mayores, bajo el nombre Beturia: por último fué el denominante de la prov. romana. Como los esteros del mar penetran por ambos r., facilitan su navegacion en las altas mareas; y el territorio que recorre el que describimos, es fértil y ameno, digno del ingenioso esfuerzo con que numerosos escritores han descrito el de Andalucía; aunque todo esto ofrezca poca identidad entre ambos r. no muy comparables entre sí, fué bastante para que los españoles le diesen por traslacion y recuerdo de su patria, este nombre: Betis es el que indudablemente se impuso al r. como el que debia ser su nombre propio; se edificó á su orilla der. un pueblo cuyo denominante fué el r., y se le llamó tambien Betis, como Estrabon llamó Betis á Sevilla. Pero rivalizando la inteligencia comun con la razon denominante del r. y del pueblo, y apareciendo el primero llamado r. de San Fernando, r. de Bacolor, r. de Orani, segun cruzaba las jurisd. de estos pueblos, se llamó rio de Betis.
(Buzeta y Bravo, 1850, pp. 380-381)